# 邓迪大学

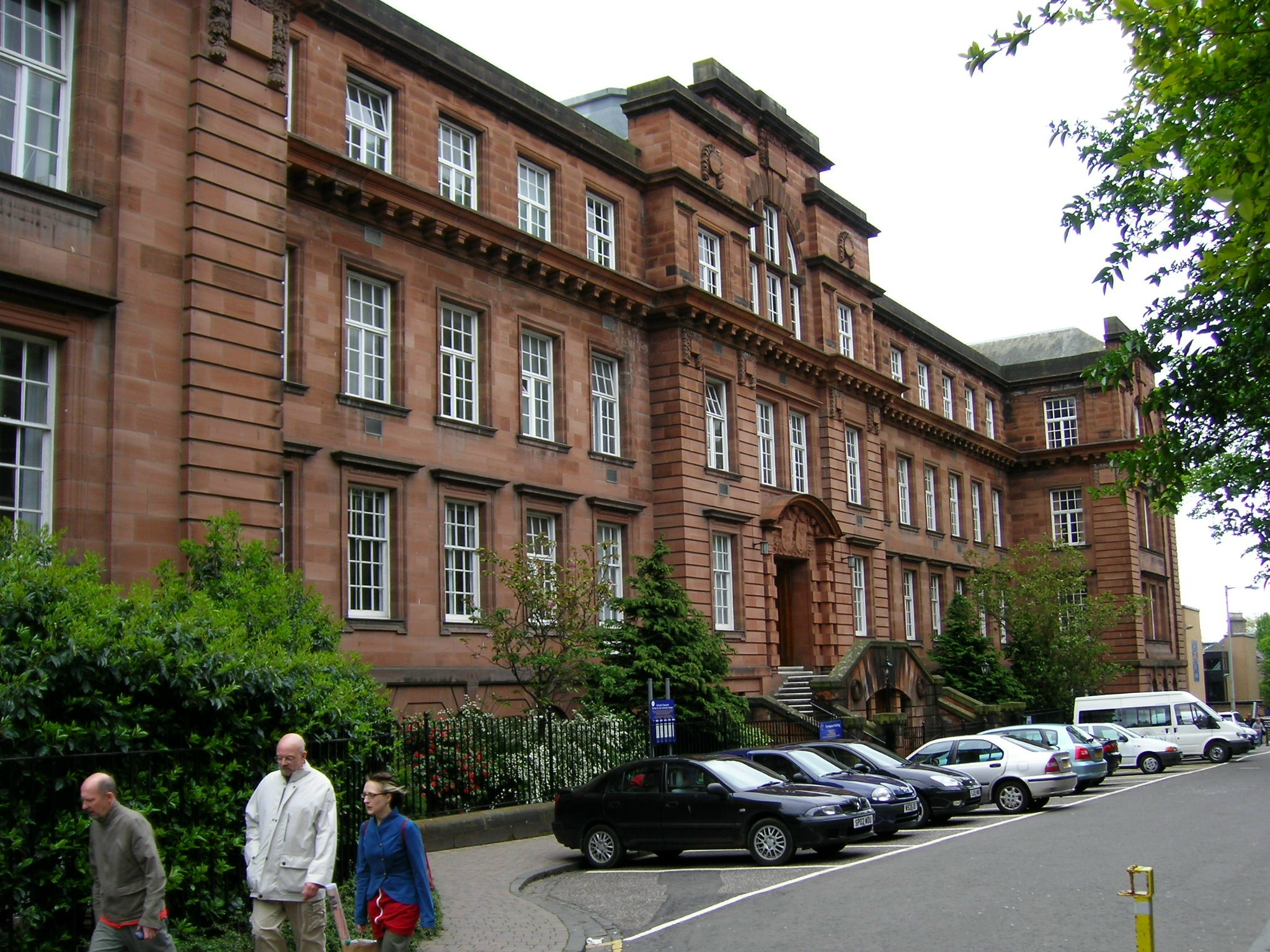
邓迪大学

邓迪大学（英語：University of Dundee）是一座坐落于苏格兰邓迪的公立大学，始创立于1881年，除邓迪外它在苏格兰其它地方还有少许研究所。现有学生18,000人，教职工3000人。学校在2005年被《泰晤士报》评为全英教学质量第一名，其中社会服务，生物科技和建筑专业被评为全英前十。另外学校被《星期日泰晤士报》评为16－17年度苏格兰最佳大学。学校格言（拉丁语）：（我的灵魂赞美主）。
自1881年，在大多时间里它是圣安德鲁斯大学联邦的一部分。1967年学校在大举扩建后独立，但是保留了它的许多古老习俗和管理结构。独立后它逐渐成长为国际有名的教育研究中心。
大学的主校园位于邓迪的市区，在市区其它地方以及在市外如法夫也有一些设施。邓迪大学的商学院、法学、医学、牙科学等传统学科以及一些新兴如生命科学和艺术专业非常有名。

## 历史

### 建校

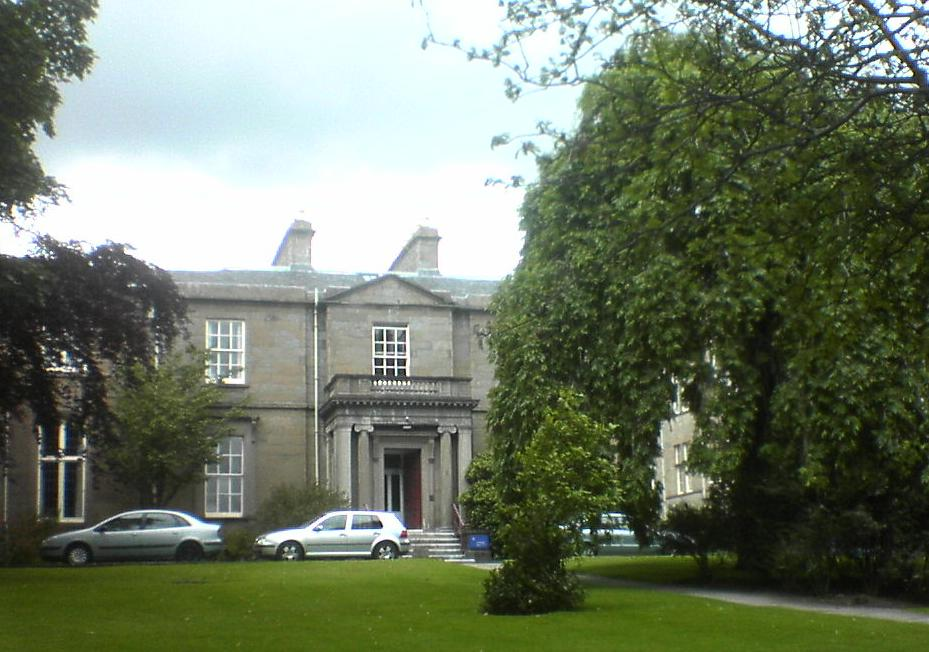
Ellenbank过去是学生会的建筑，是大学使用时间最长的建筑物之一

邓迪大学的根源于邓迪和圣安德鲁大学组成的学院联盟。
19世纪邓迪人口的增长使得市内对建立高等教育设施的呼声越来越强。一些组织开始促进高校的建设，其中包括大学俱乐部。与此同时圣安德鲁大学和苏格兰其它大学均蒙受经济困难。而且圣安德鲁大学位置偏僻，比较孤立，规模也小，使得它更加面临困境。因此有人建议把校址迁移到邓迪去。
当时有很强大的势力想把整个大学搬迁，或者设立一个如同今天的学院联盟。
1870年代初北不列颠铁路的泰铁路桥开始建造，使得邓迪和圣安德鲁之间的旅行时间大大缩短，由此出现了又一个建议：建立一个邓迪和圣安德鲁大学，让两地各有所长。
市内的一些富人为在邓迪建立大学捐了许多钱。邓迪大学建立的时候是作为一座独立大学建立的，但是其展望是与圣安德鲁大学合并。
1881年新学校的主意已经确定，这所新学校的目的在于“促进男女学生的教育以及对科学、文学和艺术的研究”。学生和职员不必发包括宗教内容的誓。当年邓迪大学学院成立。1882年其首位校长被选出。1883年它开始招生时有五个系：数学和自然哲学、化学、工程和绘图、英语语言学和文学和现代历史、哲学。学校一开始几年里无权向学生授予学位。学生必须参加伦敦大学的外部考试。

### 与圣安德鲁大学合并

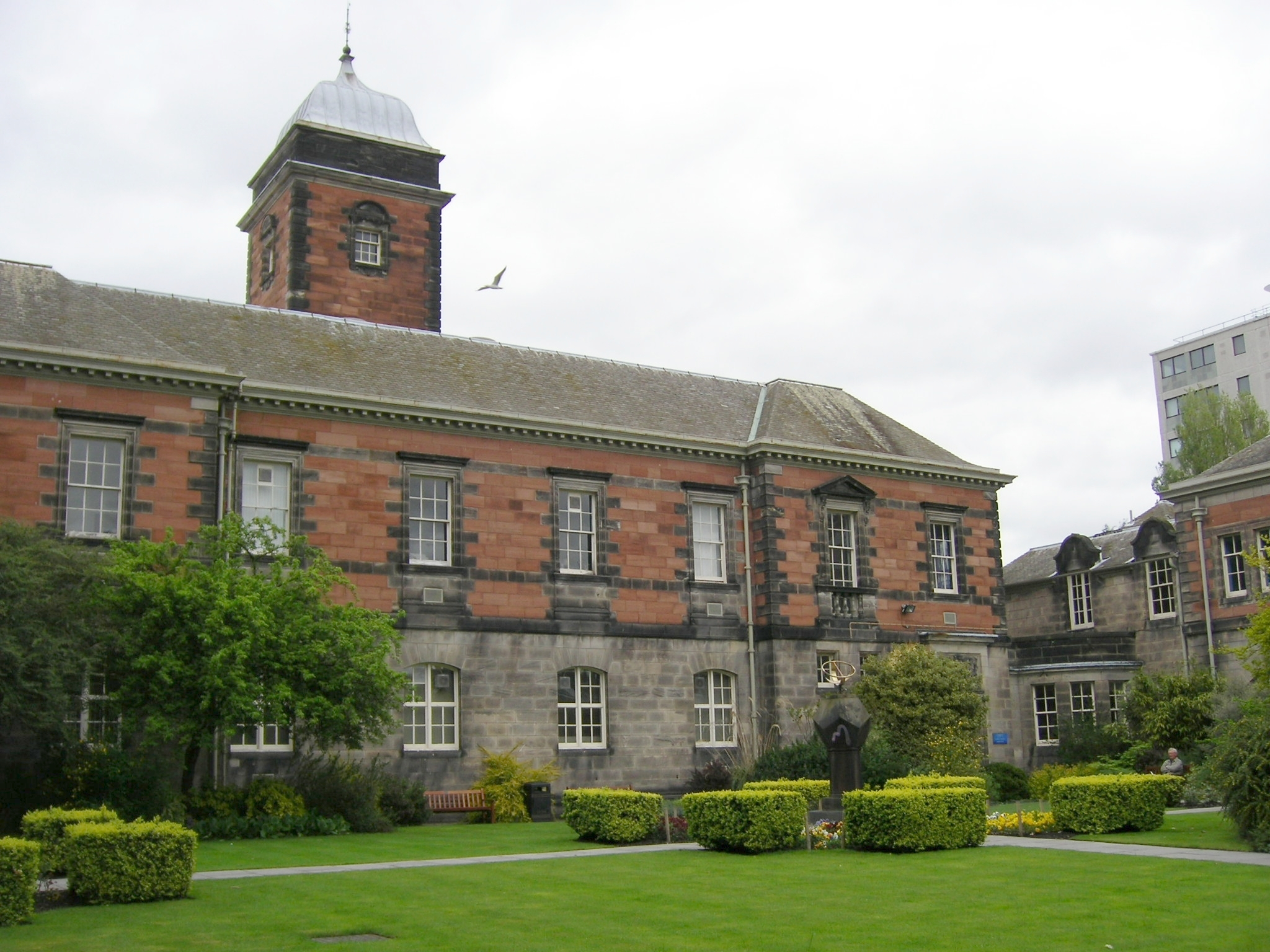
哈里斯楼

邓迪大学学院数次试图与圣安德鲁大学联盟或者合并，但是都没有成功。1890年双方才真正开始建立紧密连接。1897年大学学院成为圣安德鲁大学的一部分。此举对双方都有利。圣安德鲁大学能够支持建造一座医学院，其学生可以选择在邓迪或者在圣安德鲁学习，然后在邓迪实习。最后法学、牙科学和其它职业性的课程在邓迪教授。1904年大学学员有208名学生，是大学学生总数的40%。
大学和学院之间的关系不总是非常和睦。1947年学院院长发表了一份备忘录，建议学院独立。1954年学院更名为女王学院，并获得了更大的自主权和灵活性。在这段时间里它吸收了过去的邓迪商学院。

### 大学成立
1963年发表的关于高等教育的《罗宾斯报告》探讨了在全英国扩展大学教育的问题，为邓迪大学提升到独立大学地位提供了动量。与此同时一些其它的新学院如斯特灵大学也被提升到大学地位了。在爱丁堡和格拉斯哥设立了市内的第二所大学，尽管其学生数少于2000人。女王学院的位置和规模以及它扩张的愿望最后导致与圣安德鲁大学分离的决定。1966年圣安德鲁大学管理和女王学院管理连同向英國樞密院提审授予邓迪大学皇家宪章的请求。枢密院同意这个申述。1967年8月1日女王学院成为邓迪大学。大学保留了一些其前身的传统，它依然按照过去的管理结构运行。

### 现代发展

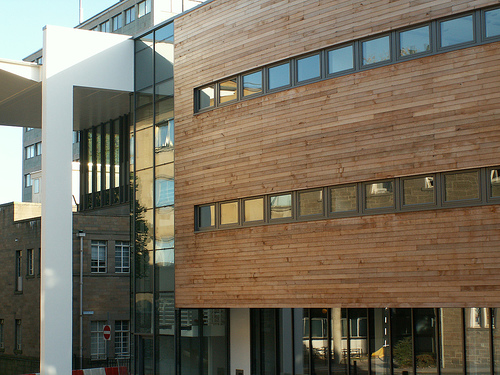
2008年初大学主图书馆的扩建

邓迪大学获得独立大学地位后扩展迅速。医学、牙医学、法学、护理、社会工作和会计学等系很兴旺。新的艺术系创办。邓迪大学是英国唯一向法学学生提供英格兰法和苏格兰法双重法学学士学位的大学。
1974年大学开始认可邓肯约旦斯通艺术设计学院的一些学位。到1988年为止该学院的所有学位均被认可。1994年两座学校合并，原学院成为大学生的一个系。近年来邓迪教育学院也让学生参加邓迪大学的学位考试。2001年12月邓迪大学与北方学院的邓迪校园合并，创立了教育和社会工作系。
2005年10月邓迪大学成为英国的第一个联合国教育、科学及文化组织中心。这个水利法学、政策和科学中心为联合国研究世界水资源的管理。
2000年代里主校园进行大规模修缮，建造了一系列新建筑，改建了许多老建筑。2007年学校庆祝独立40周年。主图书馆和体育中心计划大规模扩建，一系列新学生宿舍开始运行。教育和社会工作学院获得了一座新建筑，取代了原来城东的校园。
其它还未付诸实施的计划包括向南发展，建立一系列绿地连接大学的各部位。

## 声誉
邓迪大学毕业生中就业于法学、会计学、医学和牙医等职务的比例高于其它苏格兰大学。2008年和2009年《卫报》称该校的医学院和牙医学院为英国最佳。近年来其分子生物学、生物化学和遗传学系不断发展，成为英国最有影响力的相应大学系，因为其药物发现和发展获得女王周年奖。邓肯约旦斯通艺术设计学院被列为英国最好的三个艺术学校之一。
邓迪大学获得了一些荣誉：《泰晤士报》的《好大学指南》把它评比为2004年/2005年之苏格兰大学。2005年《泰晤士高等教育》把它评为英国教育质量最高的学校。《泰晤士报》还把一些邓迪大学的系评入英国前十名。《科学家》把邓迪大学在2004年和2005年评比为欧洲最好的地方。
前邓迪大学名誉校长詹姆士·W·布拉克曾经在邓迪大学学院（University College Dundee）时期就读医学，因发现药物普萘洛尔，一种常用的β-受体阻滞剂，开辟了新的治疗心脏病的方法，获得诺贝尔奖。

## 管理和组织
邓迪大学是根据其1967年独立时被授予的皇家宪章组织的。虽然它不属于四大古苏格兰大学之一，却独特地使用其19世纪和20世纪发展的老管理结构。

### 校长

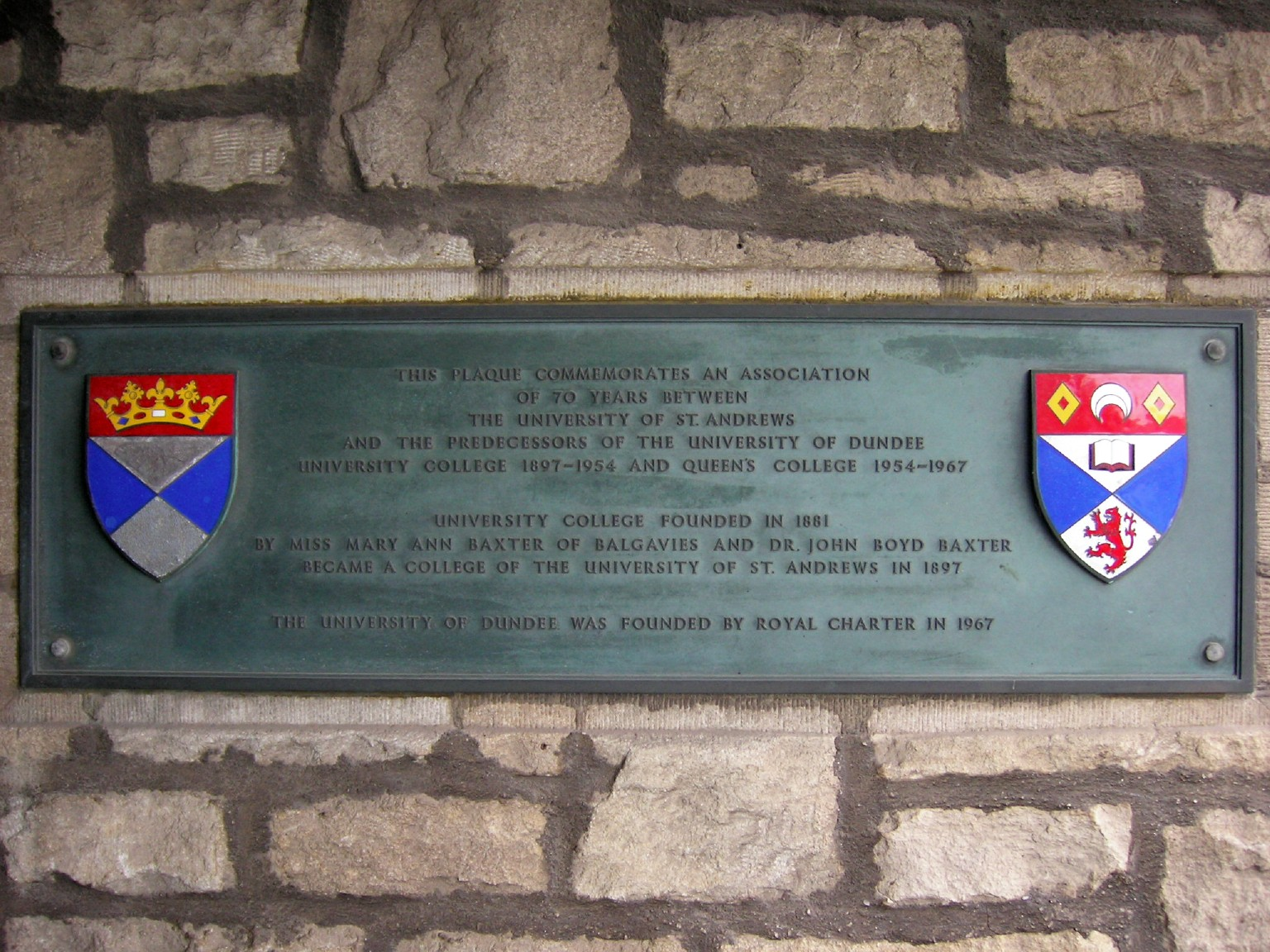
纪念邓迪大学与圣安德鲁大学之间的关系的纪念牌

校长是学校的最高代表和专科议会的主席。在学术仪式如毕业仪式上他有主持人的角色。

### 名誉校长
邓迪大学的名誉校长是由注册学生选举出来的，任期三年。与苏格兰其它大学一样这个职位主要是仪式性的，不过它也有在大学法庭上代表学生的作用。邓迪大学校长特殊的地方在于他不能在大学法庭上做主席。
2007年邓迪毕业生、前英国驻乌兹别克斯坦大使克雷格·默里被选为名誉校长。2010年2月布莱恩·考克斯被选为下任名誉校长。
名誉校长任命副名誉校长在他不在的时候代替他任职。
邓迪大学的前任名誉校长包括克莱门特·弗洛伊德和史蒂芬·弗莱，各任两任、皮特·乌斯蒂诺夫、托尼·斯莱特瑞和弗里德·麦克雷，各任一任。

### 副校长
副校长是大学的学术和管理最高长官，他是学术会的主席。校长不在的时候他可以执行校长的义务。在大学独立之前女王学院的院长执行类似的职务。

### 系
大学分十几个学院，每个学院由数个专业组成。此外有两座学院拥有特殊地位。每座学院的院长在大学内拥有副校长代理的地位。
邓迪商学院：
- 会计与金融
- 职业会计
- 国际商务
- 经济学
- 金融学

法学院：
- 海商法
- 包含能量、石油和矿物法律和政策中心
- 联合国教科文组织水法学
- 政策和科学中心和企业管理中心

科学和工程学院：
- 土木工程
- 计算机
- 物理
- 数学
- 电子工程
- 生物医学工程

邓肯约旦斯通艺术设计学院：
- 设计
- 艺术
- 建筑

社会科学院包括：
- 人文学
- 管理和政策
- 心理学
- 社会和环境科学

生命科学院包括：
- 生命科学研究
- 生命科学教育

牙科学院包括：
- 牙科学

医学院：
- 临床医学

药学院
- 生物制药

护理和健康学院
- 护理学

教育学院
- 语言学
- 教育学

## 学生
和苏格兰其它使用古典管理结构的大学一样在大学里学生由学生代表会议以及由名誉校长代表。

### 学生联盟
邓迪大学学生联盟不像大多数英国的學生會那样不是英国国家学生会的成员，其主要原因是因为会费和政治见解相左。它是苏格兰高等教育学生联盟和国家专科委员会的成员。大学里所有的学生全部自动是学生联盟成员，但是学生可以随时宣布退出学生会。和其它实用老组织结构的苏格兰大学一样学生联盟和学生代表会议并存。
学生联盟的建筑位于主校园的中心，上面有一个俱乐部，向学生提供酒吧、夜总会等服务。除此之外它还为学生提供其它典型的学生会服务如咨询、提供协助等等。

### 体育联盟和体育设施
邓迪大学体育联盟和学生联盟一样是所有注册学生自动加入的团体。它有自己选举成的执行委员会，通过学生代表会议它与学生联盟有一定的联系。它是英国大学学员体育的成员。
就2007年初体育联盟有45个俱乐部。体育俱乐部每年有发奖仪式，各俱乐部之间也有互动。每周三体育俱乐部在学生联盟碰头，虽然这个活动不是正式的，但是它很受欢迎，因此周三下五除二的课程几乎都比较早就结束了。
体育和锻炼研究所直接受大学管理，但是与学生组织密切合作。它的主建筑位于主校园，里面有室内体育设施和健身房。
体育和锻炼研究所获得了数百万英镑的资助，可以大大地改善和现代化其设施。
室外设施主要位于泰河边的河畔体育场，在主校园内还有其它体育场。学生联盟建筑内有一个25米长的游泳池。
官方的伦敦2012年赛前训练场地导游里列入了邓迪大学，因此它可以作为奥林匹克运动会运动员的赛前预备场所。

### 牧师
1974年建造大学牧师中心，1987年该建筑扩建，现在里面有大学小教堂和关的社会设施。小教堂经常被用来开音乐会。
大学有一名全职牧师，他是苏格兰教会的牧师，此外还有数名部分时间或荣誉牧师。

### 知名毕业生
以下也列出了在圣安德鲁大学大学学院和女王学院上过学的毕业生，以及在邓迪大学的毕业生。它也包括这些学院和大学的知名教职员工。

#### 商业
- 罗伯特·霍顿，前理事长
- 乔治·马修森，前蘇格蘭皇家銀行主席

#### 娱乐和媒体
- 凯特·阿特金森，作家
- 盖瑞·莱特波迪，歌手
- 大卫·杰克逊，音乐家
- 艾伦·约翰斯顿，记者
- 弗里德·麦克雷，戏剧家，前大学荣誉校长
- 约翰·索歇，新闻播音员
- 马克·伍兹，作家

#### 司法和政治
- 迈考姆·布鲁斯，英国议会议员
- 弗兰克·多兰，英国议会议员
- 布鲁斯·米兰，英国议会议员
- 刘易斯·穆尼，英国议会议员
- 克雷格·默里，前英国驻乌兹别克斯坦大使
- 阿列克斯·尼尔，苏格兰议会议员
- 喬治·羅伯遜（英语：George Robertson, Baron Robertson of Port Ellen），前北约秘書長
- 布赖恩·威尔逊，前英国议会议员
- 约翰·史蒂芬森，英国议会议员

#### 科学
- 詹姆士·W·布拉克，药物学家，诺贝尔奖获得者
- 詹姆斯·阿费雷德·欧文，工程师和物理学家
- 派特里克·盖迪斯，生物学家
- 纳伦德拉·帕特尔，产科医生
- 勞勃·華生-瓦特，雷达先驱

## 传统
在学期里邓迪大学的学生参加一系列传统活动。学年的年初有组织新学生入门一星期，在圣诞节假日过后还会有一个第二次入门周。
从邓迪大学还是圣安德鲁大学的大学学院时期留下的传统包括第一学期开学后各学校和学生联盟合伙组织为新学生分配高年级的学术“父母”。数星期后新学生则办庆祝感谢他们的学术“父母”的友情。一般来说各学校办的庆祝比学生联盟办的更传统些。
从2004年开始大学组织发现日，在大学里举办公开讲座，介绍大学里的主要研究内容。

## 邓肯约旦斯通艺术设计学院
邓肯约旦斯通艺术设计学院原来是一座独立的学校，今天完全被融和入艺术、设计、建筑、工程和物理科学学院中了。他是以1909年为该学校大批捐款的一个人命名的。
邓肯约旦斯通艺术设计学院是英国最好的三座艺术学校之一，在它独立期间是这三座艺术学校里最大的。目前它位于邓迪大学主校园的南端。

## 宿舍
邓迪大学在市内有一些学生宿舍，目前有把其中大部分移到主校园附近的计划。所有这些宿舍都有自己的食堂。

## 历史收藏
和许多大学一样邓迪大学在其125年历史中收集拥有重要的博物馆收藏，其中包括艺术、设计家具、科学仪器、医学设备和自然历史标本。其中最注目的有：
- 从17世纪至今的重要苏格兰艺术品
- 達西·湯普森動物學博物館
- 医学历史博物馆
- 邓肯约旦斯通艺术设计学院收藏